# Grain (céréale)
Pour les articles homonymes, voir Grain.

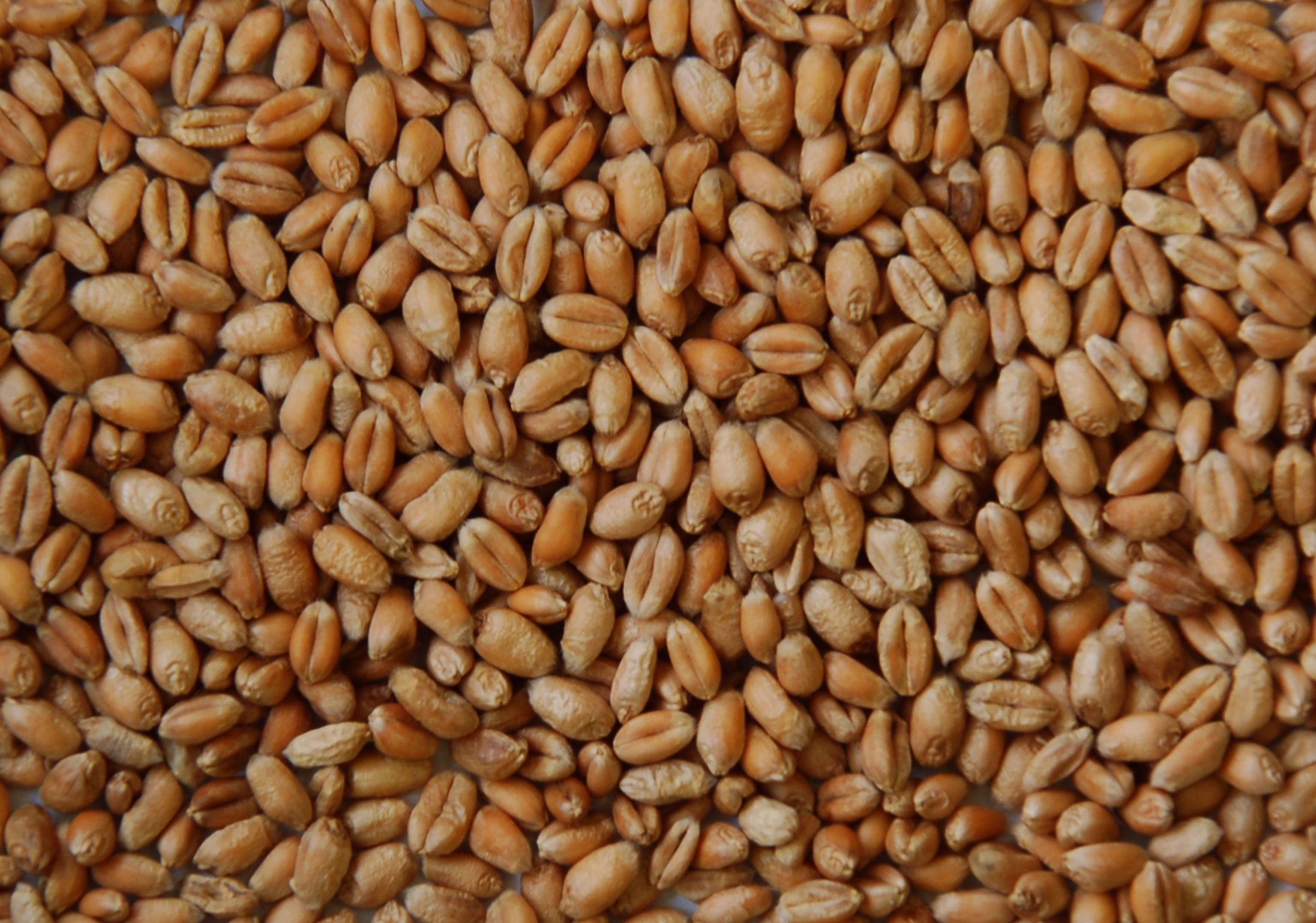
Grains de blé.

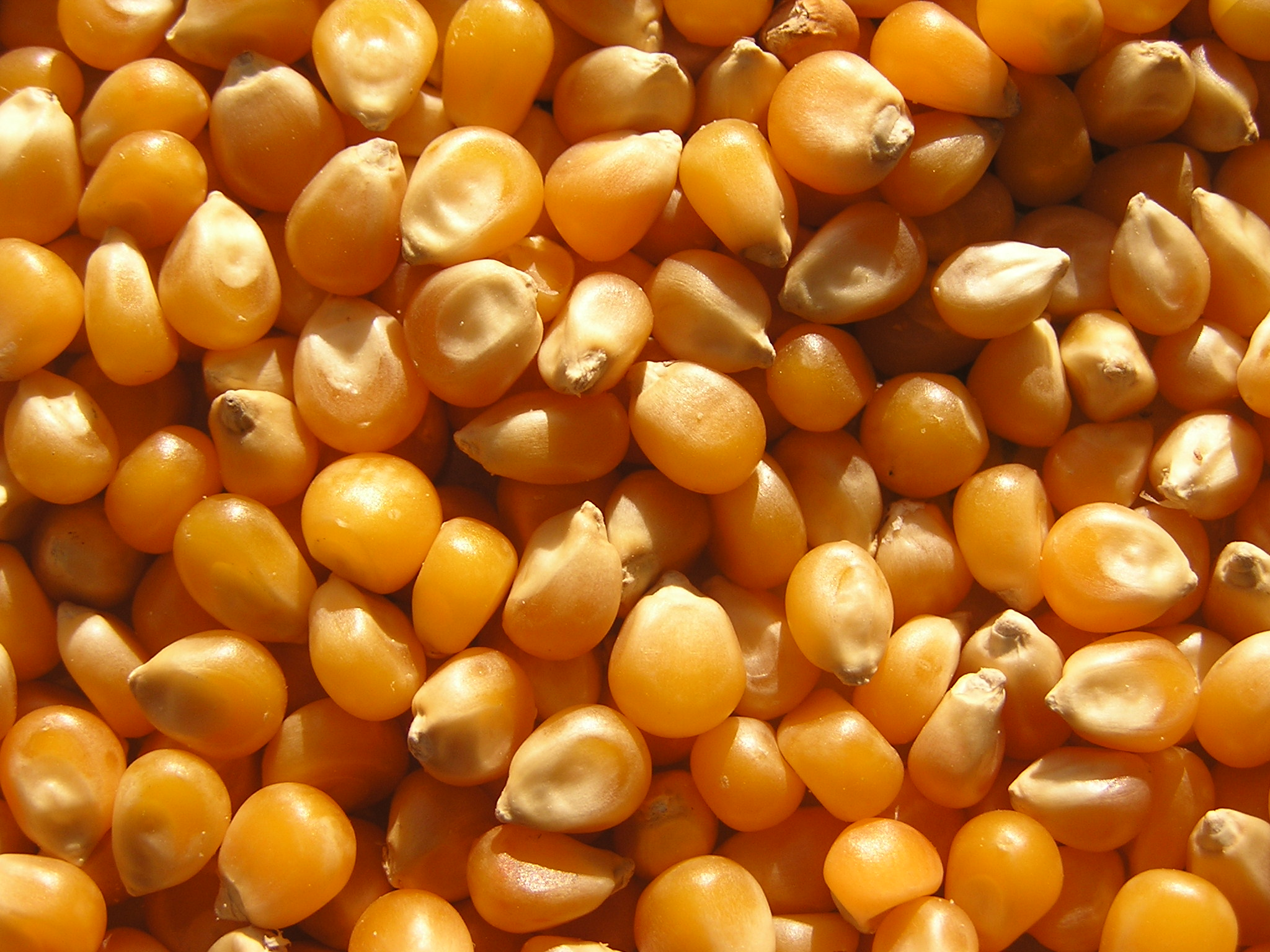
Grains de maïs.

Structure schématique d'un grain de blé (coupe longitudinale).

Le grain est le fruit, ou la semence, des céréales (famille des Gramineae). Sur le plan botanique, c'est un caryopse, fruit sec indéhiscent contenant une seule graine dont le tégument est soudé aux tissus du péricarpe. Ce terme est dans le langage courant un quasi-synonyme de céréale, il est cependant parfois utilisé pour désigner les graines de légumes secs (famille des Leguminosae).
Parfois, « grain » et « graine » sont considérés comme des synonymes, l'un et l'autre pouvant servir de semences pour multiplier les plantes. Toutefois, outre le fait que sur le plan botanique, le grain n'est pas une graine, il y une nuance indiquée par le dictionnaire de Trévoux : le semis de grains conduit à une récolte des mêmes grains, tandis que le semis de graines conduit à la récolte de légumes, fruits, fleurs, etc.   
Selon les espèces de céréales, le grain peut être « nu » ou « vétu ». Chez les céréales à grain nu, comme le blé, le maïs  ou le seigle, le grain se sépare spontanément au battage des enveloppes florales (glumes et glumelles) qui constituent la balle. Chez celles à grain vêtu, comme le riz, le grand épeautre  ou l'orge, le grain conserve ses enveloppes adhérentes et doit être décortiqué avant de pouvoir être utilisé. La proportion de la balle par rapport au poids du grain peut atteindre 13 % chez l'orge, 20 % chez le riz et 25 % chez l'avoine par exemple.
Les grains varient notablement en dimensions et poids selon les espèces.
|           | Longueur (mm) | Largeur (mm) | Poids par 1000 grains (g) |
| Maïs      | 8 - 17        | 5 - 15       | 150 - 600                 |
| Blé       | 5 - 8         | 2.5 - 4,5    | 27 - 48                   |
| Riz       | 5 - 10        | 1,5 - 5,0    | 27                        |
| Orge      | 8 - 14        | 1,0 - 4,5    | 32 - 36                   |
| Sorgho    | 3 - 5         | 2,5          | 8 - 50                    |
| Avoine    | 6 - 13        | 1,0 - 4,5    | 32                        |
| Seigle    | 4 - 10        | 1,5 - 3,5    | 15 - 40                   |
| Mil       | 2             | 1,0 - 2,5    | 5 - 10                    |
| Triticale | 10 - 12       | 2,5 - 3      | 28 - 48                   |

Les plus petits grains de céréales sont ceux du teff (Eragrostis tef), dont le poids par 1000 grains est d'environ 0,3 à 0,4 g.  
Les grains de céréales, du fait de leurs caractéristiques physiques (grain de petite taille, durs et secs), peuvent être stockés, mesurés et transportés plus facilement que d'autres types de produits agricoles tels que les fruits frais, les racines et tubercules, etc. Historiquement, le développement des cultures céréalière a permis de produire et de stocker facilement des excédents de nourriture, ce qui a permis la création des premiers établissements temporaires et la division de la société en classes.